# Kristian Gullichsen
Kristian Valter Alexander Gullichsen (Helsinki, 29 de septiembre de 1932-Ibidem, 17 de marzo de 2021) fue un arquitecto finlandés. Kristian Gullichsen ha sido miembro de la junta de gobernadores de la Academia Alvar Aalto y del comité del Simposio Alvar Aalto. De 1988 a 1993 ocupó el título de Profesor Artista Estatal de Finlandia.

## Primeros años
Hijo de Harry y Maire Gullichsen, nació en una familia de industriales, diseñadores y artistas. Sus hermanos son la filósofa finlandesa Lilli Alanen y el profesor de ingeniería Johan Gullichsen.
La casa de la familia Gullichsen fue la mundialmente famosa Villa Mairea (1938–39) en Noormarkku, diseñada por Alvar Aalto, una de las casas seminales de la arquitectura modernista del siglo XX. Kristian tenía siete años cuando su familia se mudó a la casa en agosto de 1939. La familia era muy amiga de la familia Aalto, y Aalto era responsable del diseño de las fábricas y comunidades de la empresa, como parte de la ideología empresarial de la enculturación. Kristian jugaba con los niños de Aalto y hacía trabajos ocasionales en la oficina de arquitectos de Aalto.

## Carrera
Kristian Gullichsen estudió arquitectura en la Universidad Politécnica de Helsinki y se graduó como arquitecto en 1960, después de lo cual regresó a la oficina de Aalto para trabajar como arquitecto asistente, antes de fundar su propia oficina en 1961. Entre 1965 y 1967 también fue Jefe de la Oficina de Exposiciones del Museo de Arquitectura de Finlandia en Helsinki. Al principio de su carrera, realizó varios trabajos conjuntos con otros arquitectos como Kirmo Mikkola y Juhani Pallasmaa. De tales proyectos, el más memorable históricamente fue la llamada casa Moduli 225 (1969-1971), una casa de verano prefabricada de producción industrial, construida en madera, acero y vidrio, influenciada por el diseño de casas japonesas, las enseñanzas de su mentor, el arquitecto finlandés y la profesora, Aulis Blomstedt y las casas minimalistas de Mies van der Rohe. Se construyeron setenta de las casas, pero hoy quedan pocas porque no podían soportar el clima finlandés.

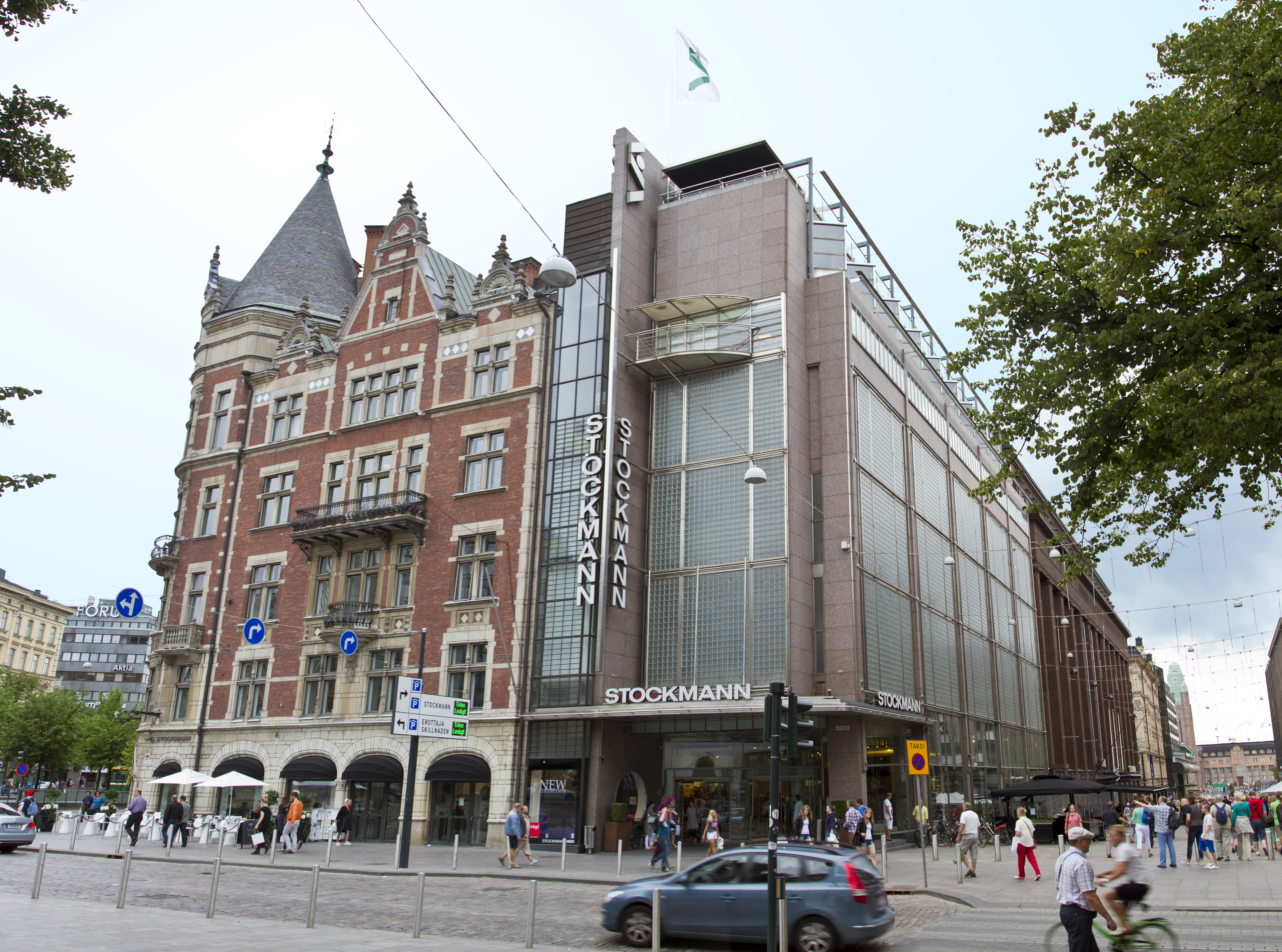
Kristian Gullichsen, ampliación de los grandes almacenes Stockmann, Helsinki (1986).

En 1969, Gullichsen fundó una sociedad en Helsinki con los arquitectos Erkki Kairamo y Timo Vormala, Arkkitehdit KY, que continuó hasta la muerte de Kairamo en 1997. Los tres socios presentaron diferentes estilos arquitectónicos modernistas, Gullichsen el monumental, Kairamo el constructivista y Varmola el tipológico. Desde la muerte de Kairamo, Gullichsen y Vormala han continuado juntos como Gullichsen Vormala Arkkitehdit.
El trabajo de la oficina alcanzó la atención internacional a finales de la década de 1970 y principios de la de 1980, descrito por la revista británica Architectural Review como constitutivo de la "Cool Helsinki School". La arquitectura madura de Gullichsen puede verse como un estilo tardomodernista, que combina la estética minimalista del modernismo puro con los toques humanistas y la preocupación por la localidad, la artesanía y los materiales derivados de Aalto.

## Vida privada
Kristian Gullichsen tuvo tres hijos y dos hijas, uno de los hijos es el reconocido artista Alvar Gullichsen (nacido en 1961). Gullichsen se ha casado dos veces; su segunda esposa es la arquitecta Kirsi Gullichsen (de soltera Parkkinen) (nacida en 1964).
Gullichsen falleció el 17 de marzo de 2021 a los ochenta y ocho años en Helsinki.

## Trabajos
Obras de Kristian Gullichsen en colaboración con Erkki Kairamo y Timo Vormala:

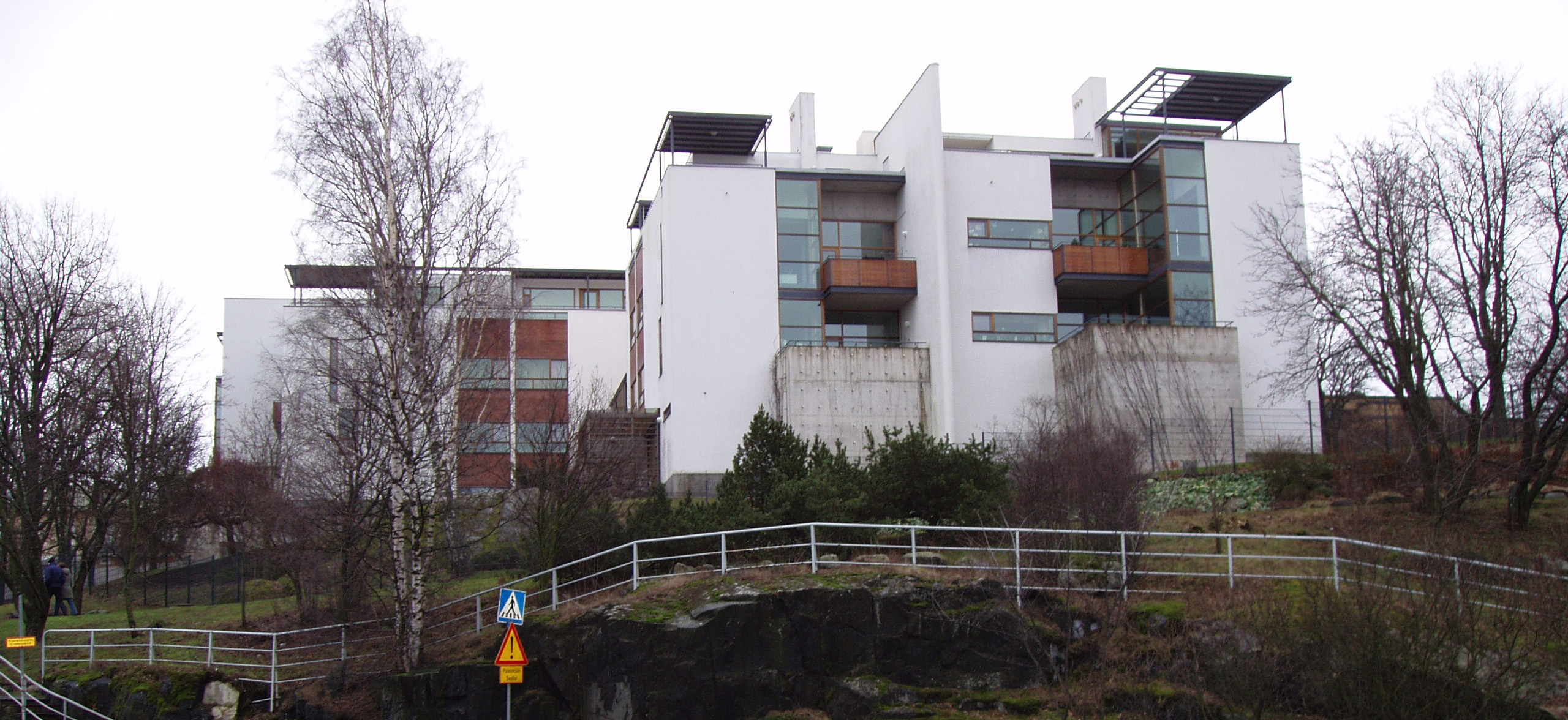
Kristian Gullichsen, Olympos Housing, Helsinki (2000).

- Centro parroquial, Kauniainen (1985).
- Centro cívico, Pieksämäki (1990).
- Ampliación de los grandes almacenes Stockmann, Helsinki (1986).
- Olympos Housing, Myllytie 6, Kaivopuisto, Helsinki (1995).
- Centro de Bibliotecas y Ciencias de la Universidad de Lérida, España (2003).
- Embajada de Finlandia, Estocolmo, Suecia (2002).
- La propia casa de verano de Gullichsen en el archipiélago, Hiittinen (1994).
- Iglesia de Malmi, Helsinki (1982).
- Renovación del Museo de Arte de Pori, Pori (1979-1981).

## Literatura
- Anhava, Ilona (ed. ): Zona libre de teoría. Kristian Gullichsen 80 vuotta = 80 år = 80 años. Publicado en Helsinki el 29.9.2012 en honor al 80 aniversario del arquitecto Kristian Gullichsen. Lönnberg, Helsinki, 2012.
- Norri, Marja-Riitta y Kärkkäinen, Maija (eds. ): Un presente arquitectónico - 7 enfoques. Arkkitehtuurin Nykyhetki - 7 Näkökulmaa. Kristian Gullichsen, Erkki Kairamo, Timo Vormala, Juha Leiviskä, Kari Järvinen, Timo Airas, Pekka Helin, Tuomo Siitonen, Käpy Paavilainen, Simo Paavilainen, Mikko Heikkinen . Catálogo de exposiciones. Museo de Arquitectura Finlandesa, Helsinki 1990.
- Brandolini, Sebastiano: Kristian Gullichsen, Erkki Kairamo, Timo Vormala: Arquitectura 1969-2000 . Skira, Milán 2000.
- St John Wilson, Colin: Gullichsen, Kairamo, Vormala, 1967-1990 . Barcelona, 1990.
- Antoniades, Anthony C .: "Inclusividad ecléctica evolutiva: sobre el trabajo de Kristian Gullichsen", "A + U". Architecture and Urbanism (en inglés y japonés), No. 209, febrero de 1988, págs. 106-127.